# Ümmügülsüm Sultan (figlia di Ahmed III)
Ümmügülsüm Sultan (turco ottomano: ام کلثوم سلطان, lett. "madre dal viso rotondo"; Costantinopoli, 11 febbraio 1708 – Costantinopoli, 28 novembre 1732) è stata una principessa ottomana, figlia del sultano Ahmed III.

## Origini
Ümmügülsüm Sultan è nata a Costantinopoli, nel Palazzo Topkapi, l'11 febbraio 1708. Aveva una gemella, Zeynep Sultan, che morì il 5 novembre 1708. Suo padre era il sultano ottomano Ahmed III.

## Matrimonio
Nel 1710 fu promessa in sposa al visir Abdurrahman Pasha, che le inviò doni per un valore di 10 000 monete d'oro. Tuttavia, l'uomo morì nel 1715, prima che il matrimonio potesse essere celebrato. 
Il 21 febbraio 1724, lo stesso giorno delle sue sorellastre Hatice Sultan e Atike Sultan, Ümmügülsüm sposò Genç Nevşehirli Ali Pasha, nipote di Nevşehirli Ibrahim Pasha, Gran Visir e marito della sua sorellastra Fatma Sultan. Il 2 marzo la principessa si trasferì nel suo nuovo palazzo, il Palazzo Kadırga Limani. 
Il matrimonio fu felice e in sei anni nacquero loro quattro figli e una figlia, tuttavia i due ebbero difficoltà finanziarie e dovettero chiedere aiuto al sultano. 
Nel 1730 scoppiò la rivolta Patrona Halil, che avrebbe portato alla deposizione di suo padre a favore del nipote Mahmud I, figlio di suo fratello maggiore Mustafa II. Il marito di Ümmügülsüm venne ucciso insieme allo zio durante le rivolte e lei rimase vedova a 22 anni.

## Discendenza
Dal suo matrimonio, Ümmügülsüm Sultan ebbe quattro figli e una figlia:
- Sultanzade Mustafa Bey
- Sultanzade Mehmed Bey
- Sultanzade Hafız Bey
- Sultanzade Hacı Bey
- Fülane Hanımsultan

## Morte
Ümmügülsüm Sultan morì il 28 novembre 1732, nel Palazzo Vecchio di Costantinopoli. Venne sepolta nella Yeni Cami.

## Beneficenza
Nel 1728, suo padre costruì una fontana a suo nome nel quartiere Rum Mehmed Pasha. 